# Giulia Viola
Giulia Alessandra Viola (née le 24 avril 1991 à Montebelluna) est une athlète italienne, spécialiste du fond et du demi-fond.

## Biographie
Elle est finaliste du 5 000 m des Championnats d'Europe d'athlétisme 2014 à Zurich, avec son record personnel.

## Palmarès
| Date | Compétition                    | Lieu     | Résultat | Épreuve | Temps          |
| ---- | ------------------------------ | -------- | -------- | ------- | -------------- |
| 2013 | Championnats d'Europe en salle | Göteborg | 7e       | 1 500 m | 4 min 16 s 83  |
| 2014 | Championnats d'Europe          | Zurich   | 8e       | 5 000 m | 15 min 38 s 76 |
| 2015 | Championnats d'Europe en salle | Prague   | 7e       | 3 000 m | 8 min 59 s 04  |
| 2017 | Championnats d'Europe en salle | Belgrade | 7e       | 3 000 m | 8 min 56 s 19  |

## Records
| Épreuve      | Performance    | Lieu      | Date             |
| ------------ | -------------- | --------- | ---------------- |
| 1 500 mètres | 4 min 07 s 67  | Rovereto  | 2 septembre 2014 |
| 3 000 mètres | 9 min 01 s 33  | Padoue    | 6 juillet 2014   |
| 5 000 mètres | 15 min 38 s 47 | Palo Alto | 2 mai 2015       |